# Eric Donald Hirsch
Eric Donald Hirsch (* 22. března 1928) je americký literární teoretik židovského původu, profesor na University of Virginia.
Byl ovlivněn zejména Gadamerovou hermeneutikou a Derridovou dekonstrukcí. Věnoval se tématu romantismu (William Wordsworth, Friedrich Schelling, William Blake), nejvíce však proslul konceptem "kulturní gramotnosti", tedy tezí, že porozumění textu nezávisí na inteligenci či dekódizačních schopnostech, ale na znalosti širokého kulturního kontextu – doporučoval s tímto vědomím reformovat americký vzdělávací systém.